# 占美·奧哈拉
杰米·达里尔·奥哈拉（英語：Jamie Darryl O'Hara，1986年9月25日—）出生於英格蘭达特福德（Dartford），是一名職業足球員，司職正場中，亦可擔任左中場或左閘，曾效力英超勁旅熱刺，現時在英格蘭足球依斯米安聯賽球會比利列卡擔任球員兼領隊。

## 生平

### 球會
熱刺
奥哈拉在學童時期首先在阿仙奴青訓學院接受訓練，其後於2003年7月轉投其北倫敦死敵熱刺的足球學院。2006年1月13日獲外借到英甲車士打菲特三個月，於翌日首次披甲對唐卡士打，雙方打成1-1平手。其後延長借用到球季結束，於借用期間上陣19場及射入5球。
2004/05年球季奥哈拉為熱刺青年軍在英格蘭足總青年盃上陣全部比賽，於對愛華頓青年軍時射入一球自由球；年內更分別為熱刺U18及預備隊上陣14場及18場。2006/07年球季奥哈拉為熱刺預備隊上陣13場及射入3球，並獲提升到一隊後備名單中。
2007/08年球季奥哈拉於2007年8月24日再被外借到另一支英甲球隊米禾爾一個月，9月4日於英格蘭聯賽錦標作客對史雲斯，於完場前受傷補時因「職業犯規」被罰紅牌驅逐離場，其後獲續借兩個月。外借期滿後奥哈拉返回熱刺，於12月15日處子後補上陣對陣樸茨茅夫；更於12月22日首次正選上陣在北倫敦打吡出戰曾經效力的阿仙奴。2008年2月21日奥哈拉於歐洲足協盃32強淘汰賽次回合在主場白鹿徑球場對布拉格斯拉維亞，開賽後僅7分鐘奥哈拉先拔頭籌，射入自提升上一隊後首個入球，為球隊鎖定1-1戰果及累計3-2晉級16強對PSV燕豪芬；2月24日熱刺在聯賽盃決賽2-1擊敗車路士奪冠，在之前每一圈比賽均有上陣的奥哈拉滿懷希望可以列席決賽，賽前自淘腰包購買22張門票給親友到溫布萊捧場，但領隊拉莫斯將他拒於門外，雖然亦獲冠軍獎牌，惟意義卻大不相同。而他於3月22日對樸茨茅夫時射入首個英超入球。5月11日奥哈拉由於在季內表現出色而獲熱刺球迷會選為「年度最佳青少年球員」（One Hotspur Junior Young Player of the Year）及獲得「熱刺球迷基金突破獎」（Tottenham Hotspur Supporters Trust Breakthrough Award）。球季末奥哈拉續約三年留隊直到2011年。
2008/09年球季奥哈拉於2008年9月24日在聯賽盃第四圈作客2-1淘汰紐卡素中射入個人本季首球，而新隊友柏夫尤真高則先開紀錄兼取得加盟以來首個入球。10月23日歐洲足協盃分組賽作客義大利烏甸尼斯，奥哈拉在下半場初段一分鐘內兩次魯莽攔截換來一面紅牌。11月27日奥哈拉再取得歐洲賽入球，於作客荷蘭奈梅亨一箭定江山，成功協助球隊在分組賽出線，連續三季晉級淘汰賽階段。12月8日奥哈拉在聯賽作客對韋斯咸於完場前射入「埋齋」一球險勝2-0。熱刺晉級聯賽盃準決賽對已先後淘汰富咸、車路士及阿仙奴三支倫敦球隊的般尼，2009年1月6日首回合主場對賽，上半場熱刺落後0-1，奥哈拉於半場休息後入替賓特利，僅兩分鐘開出角球助攻給多遜頂入扳平；5分鐘後般尼丹麥門將（Brian Jensen）接球脫手讓奥哈拉的「窩利」漏入反超前2-1；柏夫尤真高射入第三球保持在聯賽盃每一圈均取得入球；而奥哈拉在68分鐘主射自由球撞中對方（Michael Duff）改變方向入網鎖定4-1勝局。3月1日聯賽盃決賽與曼聯踢到加時後仍然兩無紀錄，互射十二碼定勝負，在傑斯為曼聯射入後，奥哈拉為熱刺射第一球，但被科士打擋出，在賓特利射失第三球後，熱刺以1-4衛冕失敗屈居亞軍。
2009年8月28日奧哈拉續約到2013年，但隨即被外借到樸茨茅夫直到2010年1月，並可優先延長到球季尾。2010年1月借用期滿，雖然兩間球會均願意延長借用，惟樸茨茅夫因財困被禁買賣球員，奧哈拉無奈返回熱刺，期間合共上陣14場，於對布力般流浪先拔頭籌射入加盟以來首球，但樸茨茅夫最終仍以1-3敗陣。在樸茨茅夫獲解除球員買賣禁令後，他於1月29日再獲外借直到球季結束，期間協助球隊晉級英格蘭足總盃決賽，僅以0-1不敵車路士而屈居亞軍。
2010年夏季奧哈拉由於壓力性骨折而需要進行背部手術。2011年1月30日他獲外借到狼隊直到球季結束，擔任4-5-1陣式後上支援單戰頭的角色，期間上陣14場及射入3球，包括聯賽煞科日主場2-3負於布力般流浪射入1球，但狼隊仍然成功保級。
狼隊
2011年6月21日奧哈拉以500萬英鎊正式轉投狼隊，簽約五年。
2013年6月24日，要降落英甲作賽的狼隊宣佈將4名未約滿球員放入可轉會名單，奧哈拉為其中之一。
2013年10月29日，原本名列可轉會名單的奧哈拉，現已跟隨狼隊主隊操練及於可轉會名單內除名。

### 國家隊
奧哈拉曾分別代表英格蘭U16、U17及U18。2008年1月31日獲徵召加入英格蘭U21備戰2009年歐洲U-21足球錦標賽對愛爾蘭U21的比賽，但沒有獲派上陣。其後於3月25日對波蘭U21賽成0-0的友誼賽首次代表U21出賽。

### 私人生活
2009年4月奧哈拉被發現與达尼埃尔·劳埃德（Danielle Lloyd）約會，據報奧哈拉是繼舒寧咸及迪科爾後第三位與這位前英國小姐拉上關係的熱刺球員，而與她約會其他的足球員還有賴恩·巴布、（Marcus Bent）、阿曼特·查奧爾及碧基等。
奧哈拉的偶像是史高斯及古迪。

## 榮譽
熱刺
- 英格蘭聯賽盃
  - 冠軍：2007/08年；
  - 亞軍：2008/09年；

樸茨茅夫
- 英格蘭足總盃
  - 亞軍：2010年；

## 外部連結
- 足球数据库：杰米·奥哈拉的球员统计数据
- 熱刺官網：奥哈拉簡歷 （页面存档备份，存于）